# Карасульське сільське поселення
Карасу́льське сільське поселення (рос. Карасульское сельское поселение) — муніципальне утворення у складі Ішимського району Тюменської області, Росія.
Адміністративний центр — селище Октябрський.

## Населення
Населення — 2562 особи (2020; 2608 у 2018, 2818 у 2010, 3237 у 2002).

## Склад
До складу поселення входять такі населені пункти:
| Населений пункт        | Населення, осіб (2002) | Населення, осіб (2010) |
| ---------------------- | ---------------------- | ---------------------- |
| Карасуль, село         | 422                    | 385                    |
| Круті Озерки, присілок | 153                    | 126                    |
| Нікольський, селище    | 447                    | 435                    |
| Новокіровський, селище | 505                    | 386                    |
| Октябрський, селище    | 1710                   | 1486                   |